# Catherine de Parthenay
Vous lisez un « article de qualité » labellisé en 2009.
Catherine de Parthenay, née le 22 mars 1554 au parc-Mouchamps et morte le 26 octobre 1631 dans le même lieu, est une humaniste française, connue à son époque pour son engagement calviniste.
Parlant et écrivant le latin, le grec et l'hébreu, poétesse, dramaturge et mécène, elle est la descendante d'une lignée de femmes de la Renaissance, Michelle de Saubonne et Antoinette d'Aubeterre, qui alliaient l'érudition à la foi. Elle reçut vers onze ans les leçons du mathématicien François Viète, alors secrétaire de sa mère qui l'élevait. Mariée à quatorze ans au baron Charles de Quellenec, elle lui intentera (avec sa mère) un procès pour empêchement dirimant demeuré célèbre. Cependant, à la mort de son mari (lors de la Saint-Barthélemy), elle compose une élégie à sa gloire et à celle de l'amiral de Coligny. Peu après, elle fait jouer dans La Rochelle assiégée une tragédie, Holopherne, dont il ne reste rien.
Douée pour les mathématiques et pour la littérature, elle est mariée en secondes noces au vicomte René II de Rohan, dont elle eut six enfants. Veuve une seconde fois, elle se consacre à l'éducation de ses fils Henri et Benjamin, et de ses filles, Anne, Catherine et Françoise de Rohan, dans son château de Blain, puis au parc-Mouchamps. Connue au grand siècle comme la mère des Rohan, elle reproche son abjuration à Henri IV dans un pamphlet publié anonymement mais qui lui est unanimement attribué ; quelques années plus tard, elle déplorera sa mort dans un très beau poème. Tallement des Réaux en a laissé le portrait d'une femme lunatique et quelque peu décalée. Vers la fin de sa vie, elle combattra aux côtés de ses enfants pour faire respecter l'esprit de l'édit de Nantes, mais son parti sera vaincu à La Rochelle, après un siège héroïque, où l'on dit qu'elle et sa fille Anne mangèrent le cuir des chevaux. Emprisonnée, puis exilée sur ses terres sur ordre de Louis XIII, elle meurt trois ans plus tard sur les lieux de sa naissance, âgée de soixante-dix-sept ans.
On la nomme selon les époques de sa vie Mlle Soubise, la baronne du Pont ou la mère des Rohan.

## Biographie

### Une jeunesse studieuse à Mouchamps
Fille de Jean V de Parthenay-L'Archevêque, seigneur de Soubise, et d'Antoinette d'Aubeterre, petite-fille de Michelle de Saubonne, Catherine de Parthenay est l'unique héritière de la puissante famille huguenote et poitevine des Parthenay-Larchevêque. Mise en nourrice, puis éduquée par ses parents, elle manifeste très tôt son intérêt pour l'astrologie et l'astronomie ; sa mère lui donne alors pour précepteur son propre secrétaire et avocat de la cause de Soubise, le mathématicien François Viète.
Pour elle, le jeune professeur compose des traités pédagogiques (dont un seul nous est parvenu) où il lui expose le monde connu de l'époque (Indes comprises), les connaissances cosmographiques courantes, les découvertes de leur temps. Elle se forme ainsi, sans le savoir, auprès du fondateur de l'algèbre moderne. Viète attribuera, vingt ans plus tard, sa passion pour la géométrie à l'engouement que manifestait sa jeune élève pour cette discipline. Éminent cryptologue, il lui apprend sans doute dès cette époque à écrire des lettres chiffrées et à se servir d'encres invisibles,.

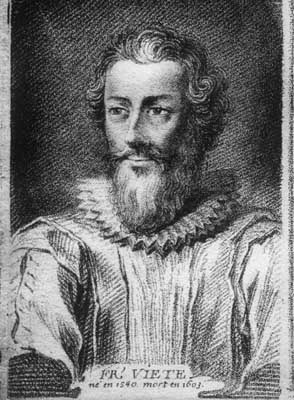
François Viète.

La terre de Mouchamps où se passent ces leçons de sciences et de géographie est un refuge pour les calvinistes. Bernard Palissy y a fait cuire ses premiers émaux ; les invités y sont nombreux. Mais son père passe peu de temps auprès d'elle : qu'il soit en guerre au service de Louis Ier de Bourbon-Condé ou à la cour de Charles IX à tenter de convaincre Catherine de Médicis de se déclarer en faveur de la réforme, Jean de Parthenay ne demeure jamais longtemps avec son épouse et sa fille. Lorsqu'il meurt, le 1er septembre 1566, Antoinette d'Aubeterre trouve le courage de l'accompagner jusqu'à la mort et de l'entretenir jusqu'à son dernier souffle, mais au moment suprême, on a fait sortir Catherine de Parthenay de la chambre.
Les guerres menaçant de reprendre entre les troupes royales, menées par les Guises, et les troupes calvinistes, emmenées par les lieutenants de Jeanne d'Albret et ses fils, Antoinette d'Aubeterre recherche dès cette année-là un parti convenable pour sa fille. Il s'en présente trois : le fils de l'amiral de Coligny ; Henri de Pontivy, fils cadet de la maison de Rohan ; et le baron Charles de Quellenec, de la maison de Pont-l'Abbé. Son choix se portant de longue date sur le premier, les fiançailles sont prévues mais le jeune Châtillon-Coligny meurt en 1567 de la peste et le 15 juin 1568, l'héritière de Soubise se marie au parc-Mouchamps avec le baron du Pont.

### Un procès pour empêchement
Très tôt, des querelles de préséances conduisent Antoinette d'Aubeterre à laisser le jeune couple diriger les terres de Soubise. Elle part à La Rochelle où des confidences de domestiques lui font comprendre que le baron du Pont (Charles de Quellenec) n'honore pas convenablement son épouse. S'en ouvrant à Théodore de Bèze, puis à Jeanne d'Albret, elle en reçoit l'assurance que cela constitue un motif de dissolution du mariage.
En 1570, le baron du Pont est fait prisonnier à la bataille de Jarnac. Il s'évade (alors qu'il a juré de demeurer prisonnier sur parole) et rejoint La Rochelle où il combat sous les ordres du vicomte René de Rohan. Blessé très sévèrement à la mâchoire, il rentre dans les terres de Mouchamps et apprend que son épouse s'est enfuie à La Rochelle.
Catherine de Parthenay ayant tout avoué à sa mère, le baron de Quellenec vient jurer devant Jeanne d'Albret que les rumeurs sur son impuissance sont des calomnies. Il est néanmoins convaincu de mensonge et promet à la reine de Navarre d'accomplir son devoir, mais peu de temps après, le baron du Pont enlève son épouse de La Rochelle et l'enferme dans ses châteaux bretons.
Toutefois, avant qu'il ne la force à partir pour le château du Pont, Catherine de Parthenay a laissé une lettre à sa mère, où elle annonce qu'on ne doit plus accorder de crédit à ce qu'elle écrira désormais sous la contrainte.
« Je, Catherine de Parthenay certifie à tous qu'il appartiendra, que ne pouvant résister à la volonté et force de M. de Pont, suis contrainte de le suivre à mon très grand regret et déplaisir, pour les raisons qui s'ensuivent ; à savoir, qu'il me contraint d'abandonner madame de Soubise, madame ma mère, grièvement malade en ce lieu, à laquelle je désire, comme j'y suis obligée de Droit divin, et humain, faire tout secours, et service. Joint que je sens ma conscience chargée, estimant et craignant, que Dieu ne soit bien fort offensé, en ce que ledit Sieur demeure avec moi, et moi avec lui, comme s'il étoit mon mari et époux ; ce que non, d'autant qu'encore qu'il y ait deux ans et plus, que nous sommes joints ensemble par Contrat de Mariage, si n'en y a-t-il rien été ; et suis au même état, que j'étaîs la veille de mes noces, et qu'ai toujours été dès ma naissance. Ce que j'ai voulu laisser par écrit, et signer de ma main, à madame ma mère, pour m'en servir en temps, lieu, attestant devant Dieu, et ses Anges, que c'est la pure vérité. Fait à La Rochelle ce 6 septembre 1570. »
Retenue prisonnière, elle écrit alors (a priori sous la contrainte) à sa tante de Rochechalas « qu'il y avait tel changement aux choses dont était question, que si elle était contrainte de dire la vérité, elle ne pourrait tenir le même langage qu'elle avait tenu autrefois ». Sa tante, dame de la Rochechallas, ayant pu lui rendre visite, Catherine de Parthenay lui donne, en secret, une lettre pour sa mère où elle réaffirme qu'il ne faut accorder aucune créance aux paroles qu'elle vient de confier.
Seules des ruses permettent alors à Catherine de Parthenay de correspondre avec sa mère et son ancien précepteur en toute franchise. Elle utilise de l'encre sympathique (jus d'orange ou de citron) et écrit en vers latins et grecs, langues peu connues du baron du Pont.

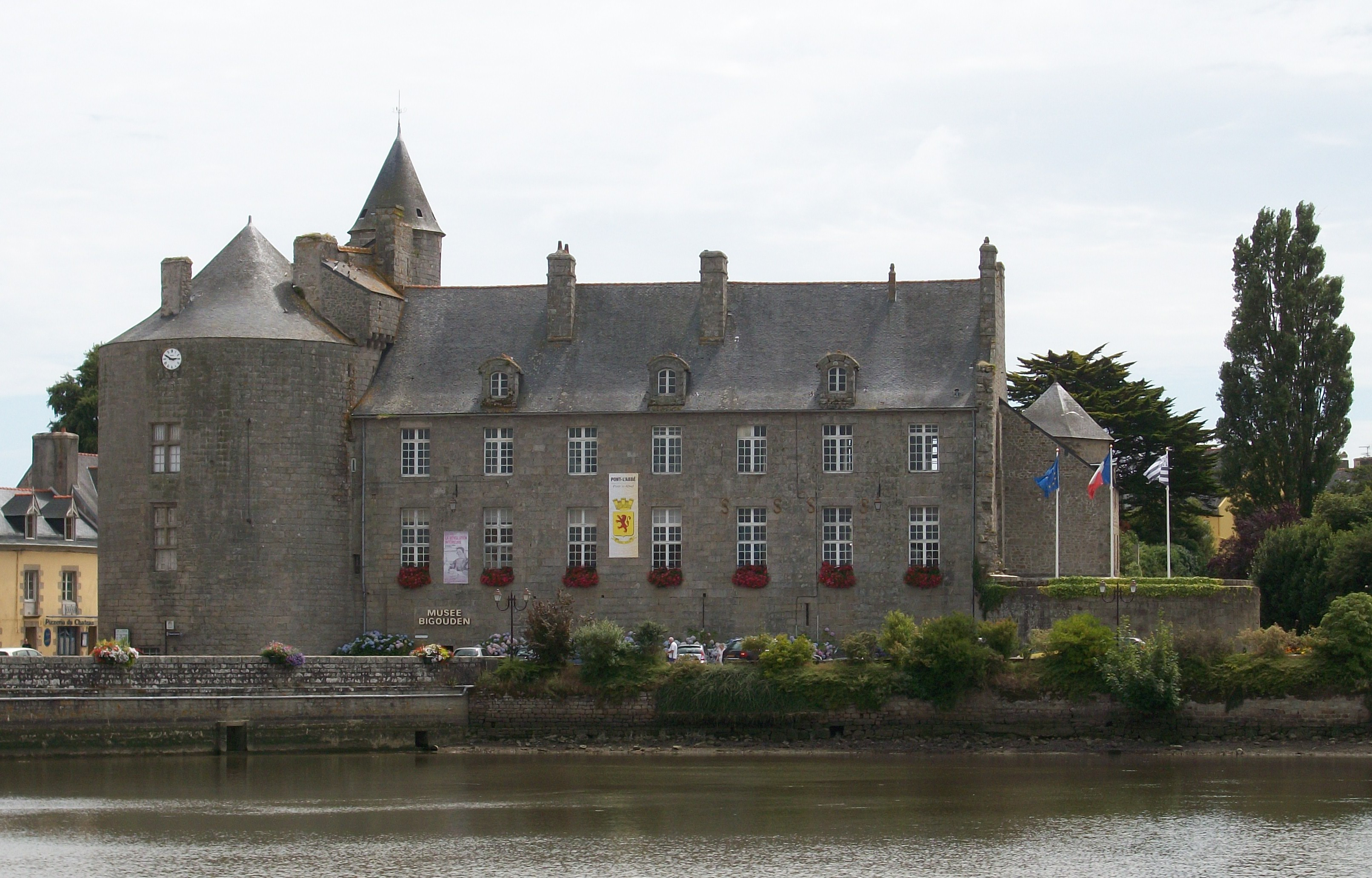
Château de Pont-l'Abbé.

En décembre 1570, Antoinette d'Aubeterre décide de porter l'affaire devant la cour de France, Catherine de Médicis et le duc d'Anjou ; elle entame un procès contre le mari, pour empêchement dirimant.
En février 1571, tenue prisonnière au château de Rostreven, Catherine certifie de nouveau que les démarches entreprises par sa mère sont contraires à sa volonté ; pour autant, cette dernière ne désarme pas et obtient du synode, réuni à La Rochelle, qu'il convient de délivrer au plus vite la fausse épouse. En juillet 1571, le baron du Pont laisse enfin Catherine rencontrer librement, à Durtal, un témoin de sa bonne foi, le maréchal de Vieuville agissant sur commandement de l'amiral Gaspard II de Coligny. Après hésitation, Catherine de Parthenay confesse la vérité au vieux maréchal. Faussement rassuré par Vieuville, le baron revient alors au parc de Mouchamps, puis laisse sa femme rallier La Rochelle. Dès lors Jeanne d'Albret, le futur Henri IV et Coligny sont convaincus de prendre son parti. Pour autant, ils répugnent à la retenir de force à La Rochelle.
Séparée une fois encore de sa fille, Antoinette d'Aubeterre entreprend alors d'écrire directement au roi Charles IX. Leur cause est plaidée à huis clos devant le grand conseil le mardi 11 septembre 1571. On n'a pas gardé trace de l'arrêté qui s'ensuit ; quoiqu'en bonne voie, l'affaire est renvoyée devant un conseil de médecins et, à nouveau, de juges.
Présent à Paris pour les noces de Marguerite de Valois et du roi Henri de Navarre, le baron de Quellenec meurt, assassiné dans la cour du Louvre, la nuit de la Saint-Barthélemy. Selon un écrit protestant, après s'être défendu vaillamment, son corps fut traîné nu, puis exposé sous les fenêtres du Louvre, les dames de la cour voulant vérifier de visu les causes de l'acharnement de la douairière de Soubise contre le baron du Pont. « Pour veoir à quoy il pouvoit tenir, estant si beau et puissant gentilhomme, qu'il fust impuissant d'habiter avec les femmes." ».
Catherine de Parthenay et sa mère, quant à elles, doivent leur salut à l'intervention de quelques nobles alliés au roi ; leur logis est pillé mais le mobilier est sauvé. De la Môle, Surgères, le duc de Bouillon demandent la main de la jeune veuve et Antoinette d'Aubeterre forme le projet de partir hors de France. Sa fille écrit pendant cette période une élégie à la gloire de son époux et de l'amiral de Coligny. Enfin, les deux femmes finissent par rejoindre La Rochelle.

### Mère des Rohan
Veuve et douairière de Soubise, Catherine de Parthenay est, à dix-huit ans, l'un des meilleurs partis de la noblesse huguenote. De plus, elle passe pour l'une des femmes les plus intelligentes de son temps. Elle est alors courtisée par René II de Rohan membre de l'illustre maison bretonne de Rohan. dont elle est amie intime de la sœur, Françoise de Rohan.
Alors que les troupes du duc d'Anjou encerclent La Rochelle, elle y fait jouer sa tragédie Holopherne, dont il ne reste rien, afin de galvaniser, semble-t-il, le moral des femmes, dont certaines participent aux combats.
Vers cette époque, René de Rohan perd ses deux frères aînés, Jean de Rohan seigneur de Frontenay (en 1574), puis Henri de Rohan, vicomte de Rohan (le 12 mai 1575), morts sans descendance mâle, ce qui fait de lui le nouveau vicomte de Rohan et lui apporte en héritage les biens de la maison de Rohan. À l'annonce de la mort d'Henri Ier de Rohan, parvenue chez Catherine de Parthenay, à La Rochelle, avant que René ne fût averti, on raconte que la dame d'Aubeterre céda au messager la terre de ville Jégu, près de Josselin, prise sur son domaine, afin de le récompenser de cette bonne nouvelle.
Le mariage de Catherine et de René a lieu dans l'intimité, sans faste, en 1575 ; leurs témoins sont les pasteurs Dominique de Losses, Denort et Gorré, et les compagnons d'armes de René, Montgommery, Saint Gelais, Machecoult. Le contrat de mariage règle le sort des terres et des titres dévolus à leurs futurs enfants. Devenue vicomtesse de Rohan, Catherine aménage les principales résidences des Rohan en Bretagne : Blain, Josselin et Pontivy. Elle y développe des églises protestantes. Jean Pasquier lui dédie son édition, contrefaite et épurée des chansons d'Orlande de Lassus. Ces mêmes années, elle protège également le poète André de Rivaudeau.

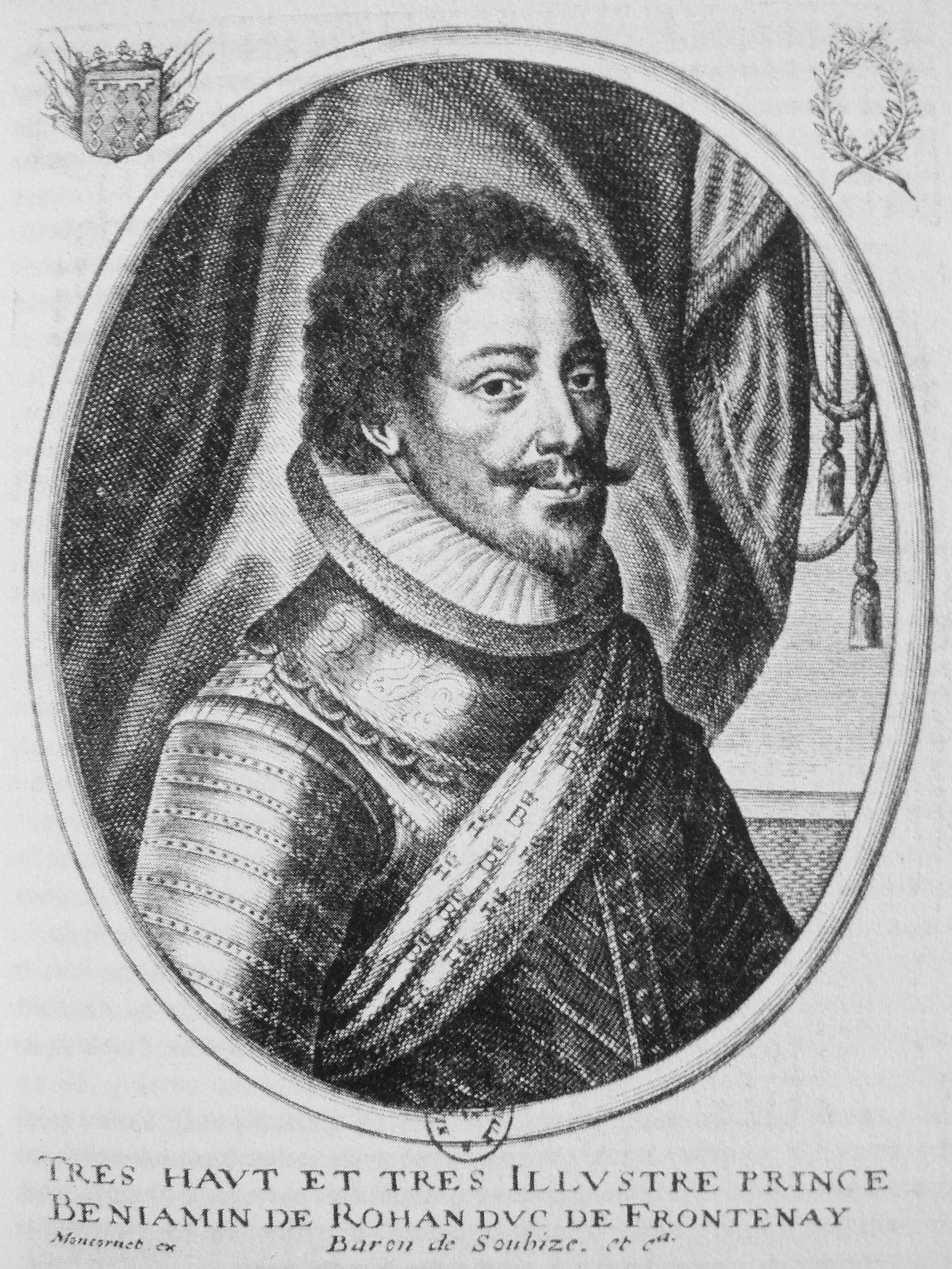
Benjamin de Rohan, duc de Frontenay et baron de Soubise.

Il lui naît :

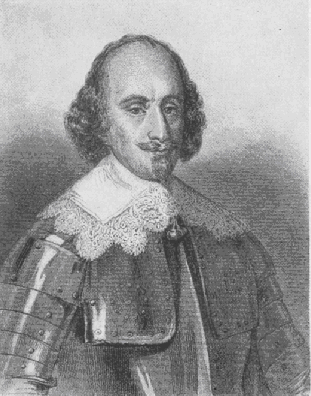
Henri de Rohan, duc de Rohan.

- Henriette, baptisée le 14 février 1577 (certaines sources donnent le 12 avril pour sa naissance), enfant malingre qui défraya la chronique par ses difformités, son esprit brillant et la nature de ses amours[33] ;
- Henri, né le 21 août 1579 à Blain ; le dernier des chefs huguenots à résister aux armées de Louis XIII[34] ;
- Catherine, née le 20 juin 1580, à laquelle on prête cette réponse à Henri IV qui désira en faire sa maîtresse : « Sire, je suis trop pauvre pour être votre femme, et de trop noble famille pour être votre maîtresse. »
- René, mort au berceau en 1581, puis en 1582, un autre enfant qui ne vécut pas ;
- Benjamin, baptisé en août 1583 au parc de Mouchamps, ayant pour parrain la ville de La Rochelle[35]. Ce dernier devint duc de Frontenay et connu sous le titre de baron de Soubise, il fut un défenseur acharné de la cause protestante[36] ;
- Anne, née en 1584, elle-même versée dans toutes formes de littérature, et qui accompagna sa mère jusqu'à sa mort.

Elle consacre alors sa vie à élever ses cinq enfants et à soutenir le protestantisme breton.
Arbre généalogique Catherine de Parthenay et René de Rohan
|  |  |  |  | Jean IV de Parthenay                                        | Jean IV de Parthenay                                        | Jean IV de Parthenay                                                | Jean IV de Parthenay                                                | Jean IV de Parthenay                                                                          | Jean IV de Parthenay                                                                          |                                                                                               |                                                                                               | Michelle de Saubonne Dame de Soubise (1485-1549)                                              | Michelle de Saubonne Dame de Soubise (1485-1549)                                              | Michelle de Saubonne Dame de Soubise (1485-1549)                                      | Michelle de Saubonne Dame de Soubise (1485-1549)                                      | Michelle de Saubonne Dame de Soubise (1485-1549)                                      | Michelle de Saubonne Dame de Soubise (1485-1549)                                      |                                                                   |                                                                   |                                                                   |                                                                   |                                               |                                               |                                               |                                               |                                                            |                                                            |                                                            |                                                            |                                                            |                                                            |                                                         |                                                         |                                                         |                                                         |                                                      |                                                      |                                                      |                                                      |                                                      |                                                      |                                    |                                    |                                                    |                                                    |                                                    |                                                    |                                                    |                                                    |  |  |  |  |  |  |  |  |  |  |  |  |
|  |  |  |  | Jean IV de Parthenay                                        | Jean IV de Parthenay                                        | Jean IV de Parthenay                                                | Jean IV de Parthenay                                                | Jean IV de Parthenay                                                                          | Jean IV de Parthenay                                                                          |                                                                                               |                                                                                               | Michelle de Saubonne Dame de Soubise (1485-1549)                                              | Michelle de Saubonne Dame de Soubise (1485-1549)                                              | Michelle de Saubonne Dame de Soubise (1485-1549)                                      | Michelle de Saubonne Dame de Soubise (1485-1549)                                      | Michelle de Saubonne Dame de Soubise (1485-1549)                                      | Michelle de Saubonne Dame de Soubise (1485-1549)                                      |                                                                   |                                                                   |                                                                   |                                                                   |                                               |                                               |                                               |                                               |                                                            |                                                            |                                                            |                                                            |                                                            |                                                            |                                                         |                                                         |                                                         |                                                         |                                                      |                                                      |                                                      |                                                      |                                                      |                                                      |                                    |                                    |                                                    |                                                    |                                                    |                                                    |                                                    |                                                    |  |  |  |  |  |  |  |  |  |  |  |  |
|  |  |  |  |                                                             |                                                             |                                                                     |                                                                     |                                                                                               |                                                                                               |                                                                                               |                                                                                               |                                                                                               |                                                                                               |                                                                                       |                                                                                       |                                                                                       |                                                                                       |                                                                   |                                                                   |                                                                   |                                                                   |                                               |                                               |                                               |                                               |                                                            |                                                            |                                                            |                                                            |                                                            |                                                            |                                                         |                                                         |                                                         |                                                         |                                                      |                                                      |                                                      |                                                      |                                                      |                                                      |                                    |                                    |                                                    |                                                    |                                                    |                                                    |                                                    |                                                    |  |  |  |  |  |  |  |  |  |  |  |  |
|  |  |  |  |                                                             |                                                             |                                                                     |                                                                     | Jean V de Parthenay-l'archevêque Seigneur de Mouchamps (Les Herbiers) dit Soubise (1512-1561) | Jean V de Parthenay-l'archevêque Seigneur de Mouchamps (Les Herbiers) dit Soubise (1512-1561) | Jean V de Parthenay-l'archevêque Seigneur de Mouchamps (Les Herbiers) dit Soubise (1512-1561) | Jean V de Parthenay-l'archevêque Seigneur de Mouchamps (Les Herbiers) dit Soubise (1512-1561) | Jean V de Parthenay-l'archevêque Seigneur de Mouchamps (Les Herbiers) dit Soubise (1512-1561) | Jean V de Parthenay-l'archevêque Seigneur de Mouchamps (Les Herbiers) dit Soubise (1512-1561) |                                                                                       |                                                                                       | Antoinette Bouchard d'Aubeterre (1535-1580) Douairière de Soubise                     | Antoinette Bouchard d'Aubeterre (1535-1580) Douairière de Soubise                     | Antoinette Bouchard d'Aubeterre (1535-1580) Douairière de Soubise | Antoinette Bouchard d'Aubeterre (1535-1580) Douairière de Soubise | Antoinette Bouchard d'Aubeterre (1535-1580) Douairière de Soubise | Antoinette Bouchard d'Aubeterre (1535-1580) Douairière de Soubise |                                               |                                               |                                               |                                               | Isabeau d'Albret (1513-vers 1570) tante de Jeanne d'Albret | Isabeau d'Albret (1513-vers 1570) tante de Jeanne d'Albret | Isabeau d'Albret (1513-vers 1570) tante de Jeanne d'Albret | Isabeau d'Albret (1513-vers 1570) tante de Jeanne d'Albret | Isabeau d'Albret (1513-vers 1570) tante de Jeanne d'Albret | Isabeau d'Albret (1513-vers 1570) tante de Jeanne d'Albret |                                                         |                                                         | René Ier de Rohan Vicomte de Rohan (1516-1551)          | René Ier de Rohan Vicomte de Rohan (1516-1551)          | René Ier de Rohan Vicomte de Rohan (1516-1551)       | René Ier de Rohan Vicomte de Rohan (1516-1551)       | René Ier de Rohan Vicomte de Rohan (1516-1551)       | René Ier de Rohan Vicomte de Rohan (1516-1551)       |                                                      |                                                      |                                    |                                    |                                                    |                                                    |                                                    |                                                    |                                                    |                                                    |  |  |  |  |  |  |  |  |  |  |  |  |
|  |  |  |  |                                                             |                                                             |                                                                     |                                                                     | Jean V de Parthenay-l'archevêque Seigneur de Mouchamps (Les Herbiers) dit Soubise (1512-1561) | Jean V de Parthenay-l'archevêque Seigneur de Mouchamps (Les Herbiers) dit Soubise (1512-1561) | Jean V de Parthenay-l'archevêque Seigneur de Mouchamps (Les Herbiers) dit Soubise (1512-1561) | Jean V de Parthenay-l'archevêque Seigneur de Mouchamps (Les Herbiers) dit Soubise (1512-1561) | Jean V de Parthenay-l'archevêque Seigneur de Mouchamps (Les Herbiers) dit Soubise (1512-1561) | Jean V de Parthenay-l'archevêque Seigneur de Mouchamps (Les Herbiers) dit Soubise (1512-1561) |                                                                                       |                                                                                       | Antoinette Bouchard d'Aubeterre (1535-1580) Douairière de Soubise                     | Antoinette Bouchard d'Aubeterre (1535-1580) Douairière de Soubise                     | Antoinette Bouchard d'Aubeterre (1535-1580) Douairière de Soubise | Antoinette Bouchard d'Aubeterre (1535-1580) Douairière de Soubise | Antoinette Bouchard d'Aubeterre (1535-1580) Douairière de Soubise | Antoinette Bouchard d'Aubeterre (1535-1580) Douairière de Soubise |                                               |                                               |                                               |                                               | Isabeau d'Albret (1513-vers 1570) tante de Jeanne d'Albret | Isabeau d'Albret (1513-vers 1570) tante de Jeanne d'Albret | Isabeau d'Albret (1513-vers 1570) tante de Jeanne d'Albret | Isabeau d'Albret (1513-vers 1570) tante de Jeanne d'Albret | Isabeau d'Albret (1513-vers 1570) tante de Jeanne d'Albret | Isabeau d'Albret (1513-vers 1570) tante de Jeanne d'Albret |                                                         |                                                         | René Ier de Rohan Vicomte de Rohan (1516-1551)          | René Ier de Rohan Vicomte de Rohan (1516-1551)          | René Ier de Rohan Vicomte de Rohan (1516-1551)       | René Ier de Rohan Vicomte de Rohan (1516-1551)       | René Ier de Rohan Vicomte de Rohan (1516-1551)       | René Ier de Rohan Vicomte de Rohan (1516-1551)       |                                                      |                                                      |                                    |                                    |                                                    |                                                    |                                                    |                                                    |                                                    |                                                    |  |  |  |  |  |  |  |  |  |  |  |  |
|  |  |  |  |                                                             |                                                             |                                                                     |                                                                     |                                                                                               |                                                                                               |                                                                                               |                                                                                               |                                                                                               |                                                                                               |                                                                                       |                                                                                       |                                                                                       |                                                                                       |                                                                   |                                                                   |                                                                   |                                                                   |                                               |                                               |                                               |                                               |                                                            |                                                            |                                                            |                                                            |                                                            |                                                            |                                                         |                                                         |                                                         |                                                         |                                                      |                                                      |                                                      |                                                      |                                                      |                                                      |                                    |                                    |                                                    |                                                    |                                                    |                                                    |                                                    |                                                    |  |  |  |  |  |  |  |  |  |  |  |  |
|  |  |  |  |                                                             |                                                             |                                                                     |                                                                     |                                                                                               |                                                                                               |                                                                                               |                                                                                               |                                                                                               |                                                                                               |                                                                                       |                                                                                       |                                                                                       |                                                                                       |                                                                   |                                                                   |                                                                   |                                                                   |                                               |                                               |                                               |                                               |                                                            |                                                            |                                                            |                                                            |                                                            |                                                            |                                                         |                                                         |                                                         |                                                         |                                                      |                                                      |                                                      |                                                      |                                                      |                                                      |                                    |                                    |                                                    |                                                    |                                                    |                                                    |                                                    |                                                    |  |  |  |  |  |  |  |  |  |  |  |  |
|  |  |  |  | Charles de Quellenec Baron du Pont, dit Soubise (1548-1572) | Charles de Quellenec Baron du Pont, dit Soubise (1548-1572) | Charles de Quellenec Baron du Pont, dit Soubise (1548-1572)         | Charles de Quellenec Baron du Pont, dit Soubise (1548-1572)         | Charles de Quellenec Baron du Pont, dit Soubise (1548-1572)                                   | Charles de Quellenec Baron du Pont, dit Soubise (1548-1572)                                   |                                                                                               |                                                                                               | Catherine de Parthenay Mlle de Soubise Mère des Rohan Douairière de Rohan (1554-1631)         | Catherine de Parthenay Mlle de Soubise Mère des Rohan Douairière de Rohan (1554-1631)         | Catherine de Parthenay Mlle de Soubise Mère des Rohan Douairière de Rohan (1554-1631) | Catherine de Parthenay Mlle de Soubise Mère des Rohan Douairière de Rohan (1554-1631) | Catherine de Parthenay Mlle de Soubise Mère des Rohan Douairière de Rohan (1554-1631) | Catherine de Parthenay Mlle de Soubise Mère des Rohan Douairière de Rohan (1554-1631) |                                                                   |                                                                   | René II de Rohan vicomte de Rohan (1550-1585)                     | René II de Rohan vicomte de Rohan (1550-1585)                     | René II de Rohan vicomte de Rohan (1550-1585) | René II de Rohan vicomte de Rohan (1550-1585) | René II de Rohan vicomte de Rohan (1550-1585) | René II de Rohan vicomte de Rohan (1550-1585) |                                                            |                                                            | Henri Ier de Rohan vicomte de Rohan (1535-1575)            | Henri Ier de Rohan vicomte de Rohan (1535-1575)            | Henri Ier de Rohan vicomte de Rohan (1535-1575)            | Henri Ier de Rohan vicomte de Rohan (1535-1575)            | Henri Ier de Rohan vicomte de Rohan (1535-1575)         | Henri Ier de Rohan vicomte de Rohan (1535-1575)         |                                                         |                                                         | Jean de Rohan seigneur de Frontenay (?-mort en 1574) | Jean de Rohan seigneur de Frontenay (?-mort en 1574) | Jean de Rohan seigneur de Frontenay (?-mort en 1574) | Jean de Rohan seigneur de Frontenay (?-mort en 1574) | Jean de Rohan seigneur de Frontenay (?-mort en 1574) | Jean de Rohan seigneur de Frontenay (?-mort en 1574) |                                    |                                    | Françoise de Rohan dame de la Garnache (1540-1590) | Françoise de Rohan dame de la Garnache (1540-1590) | Françoise de Rohan dame de la Garnache (1540-1590) | Françoise de Rohan dame de la Garnache (1540-1590) | Françoise de Rohan dame de la Garnache (1540-1590) | Françoise de Rohan dame de la Garnache (1540-1590) |  |  |  |  |  |  |  |  |  |  |  |  |
|  |  |  |  | Charles de Quellenec Baron du Pont, dit Soubise (1548-1572) | Charles de Quellenec Baron du Pont, dit Soubise (1548-1572) | Charles de Quellenec Baron du Pont, dit Soubise (1548-1572)         | Charles de Quellenec Baron du Pont, dit Soubise (1548-1572)         | Charles de Quellenec Baron du Pont, dit Soubise (1548-1572)                                   | Charles de Quellenec Baron du Pont, dit Soubise (1548-1572)                                   |                                                                                               |                                                                                               | Catherine de Parthenay Mlle de Soubise Mère des Rohan Douairière de Rohan (1554-1631)         | Catherine de Parthenay Mlle de Soubise Mère des Rohan Douairière de Rohan (1554-1631)         | Catherine de Parthenay Mlle de Soubise Mère des Rohan Douairière de Rohan (1554-1631) | Catherine de Parthenay Mlle de Soubise Mère des Rohan Douairière de Rohan (1554-1631) | Catherine de Parthenay Mlle de Soubise Mère des Rohan Douairière de Rohan (1554-1631) | Catherine de Parthenay Mlle de Soubise Mère des Rohan Douairière de Rohan (1554-1631) |                                                                   |                                                                   | René II de Rohan vicomte de Rohan (1550-1585)                     | René II de Rohan vicomte de Rohan (1550-1585)                     | René II de Rohan vicomte de Rohan (1550-1585) | René II de Rohan vicomte de Rohan (1550-1585) | René II de Rohan vicomte de Rohan (1550-1585) | René II de Rohan vicomte de Rohan (1550-1585) |                                                            |                                                            | Henri Ier de Rohan vicomte de Rohan (1535-1575)            | Henri Ier de Rohan vicomte de Rohan (1535-1575)            | Henri Ier de Rohan vicomte de Rohan (1535-1575)            | Henri Ier de Rohan vicomte de Rohan (1535-1575)            | Henri Ier de Rohan vicomte de Rohan (1535-1575)         | Henri Ier de Rohan vicomte de Rohan (1535-1575)         |                                                         |                                                         | Jean de Rohan seigneur de Frontenay (?-mort en 1574) | Jean de Rohan seigneur de Frontenay (?-mort en 1574) | Jean de Rohan seigneur de Frontenay (?-mort en 1574) | Jean de Rohan seigneur de Frontenay (?-mort en 1574) | Jean de Rohan seigneur de Frontenay (?-mort en 1574) | Jean de Rohan seigneur de Frontenay (?-mort en 1574) |                                    |                                    | Françoise de Rohan dame de la Garnache (1540-1590) | Françoise de Rohan dame de la Garnache (1540-1590) | Françoise de Rohan dame de la Garnache (1540-1590) | Françoise de Rohan dame de la Garnache (1540-1590) | Françoise de Rohan dame de la Garnache (1540-1590) | Françoise de Rohan dame de la Garnache (1540-1590) |  |  |  |  |  |  |  |  |  |  |  |  |
|  |  |  |  |                                                             |                                                             |                                                                     |                                                                     |                                                                                               |                                                                                               |                                                                                               |                                                                                               |                                                                                               |                                                                                               |                                                                                       |                                                                                       |                                                                                       |                                                                                       |                                                                   |                                                                   |                                                                   |                                                                   |                                               |                                               |                                               |                                               |                                                            |                                                            |                                                            |                                                            |                                                            |                                                            |                                                         |                                                         |                                                         |                                                         |                                                      |                                                      |                                                      |                                                      |                                                      |                                                      |                                    |                                    |                                                    |                                                    |                                                    |                                                    |                                                    |                                                    |  |  |  |  |  |  |  |  |  |  |  |  |
|  |  |  |  |                                                             |                                                             |                                                                     |                                                                     |                                                                                               |                                                                                               |                                                                                               |                                                                                               |                                                                                               |                                                                                               |                                                                                       |                                                                                       |                                                                                       |                                                                                       |                                                                   |                                                                   |                                                                   |                                                                   |                                               |                                               |                                               |                                               |                                                            |                                                            |                                                            |                                                            |                                                            |                                                            |                                                         |                                                         |                                                         |                                                         |                                                      |                                                      |                                                      |                                                      |                                                      |                                                      |                                    |                                    |                                                    |                                                    |                                                    |                                                    |                                                    |                                                    |  |  |  |  |  |  |  |  |  |  |  |  |
|  |  |  |  |                                                             |                                                             | Henri II de Rohan vicomte puis 1er duc de Rohan en 1603 (1579-1638) | Henri II de Rohan vicomte puis 1er duc de Rohan en 1603 (1579-1638) | Henri II de Rohan vicomte puis 1er duc de Rohan en 1603 (1579-1638)                           | Henri II de Rohan vicomte puis 1er duc de Rohan en 1603 (1579-1638)                           | Henri II de Rohan vicomte puis 1er duc de Rohan en 1603 (1579-1638)                           | Henri II de Rohan vicomte puis 1er duc de Rohan en 1603 (1579-1638)                           |                                                                                               |                                                                                               | Benjamin de Rohan duc de Frontenay, baron de Soubise (1583-1642)                      | Benjamin de Rohan duc de Frontenay, baron de Soubise (1583-1642)                      | Benjamin de Rohan duc de Frontenay, baron de Soubise (1583-1642)                      | Benjamin de Rohan duc de Frontenay, baron de Soubise (1583-1642)                      | Benjamin de Rohan duc de Frontenay, baron de Soubise (1583-1642)  | Benjamin de Rohan duc de Frontenay, baron de Soubise (1583-1642)  |                                                                   |                                                                   | Henriette de Rohan dite la Bossue (1577-1624) | Henriette de Rohan dite la Bossue (1577-1624) | Henriette de Rohan dite la Bossue (1577-1624) | Henriette de Rohan dite la Bossue (1577-1624) | Henriette de Rohan dite la Bossue (1577-1624)              | Henriette de Rohan dite la Bossue (1577-1624)              |                                                            |                                                            | Catherine de Rohan Mariée à Jean de Bavière (1580-1607)    | Catherine de Rohan Mariée à Jean de Bavière (1580-1607)    | Catherine de Rohan Mariée à Jean de Bavière (1580-1607) | Catherine de Rohan Mariée à Jean de Bavière (1580-1607) | Catherine de Rohan Mariée à Jean de Bavière (1580-1607) | Catherine de Rohan Mariée à Jean de Bavière (1580-1607) |                                                      |                                                      | Anne de Rohan Poétesse (1584-1646)                   | Anne de Rohan Poétesse (1584-1646)                   | Anne de Rohan Poétesse (1584-1646)                   | Anne de Rohan Poétesse (1584-1646)                   | Anne de Rohan Poétesse (1584-1646) | Anne de Rohan Poétesse (1584-1646) |                                                    |                                                    |                                                    |                                                    |                                                    |                                                    |  |  |  |  |  |  |  |  |  |  |  |  |

### Ruinée par la guerre

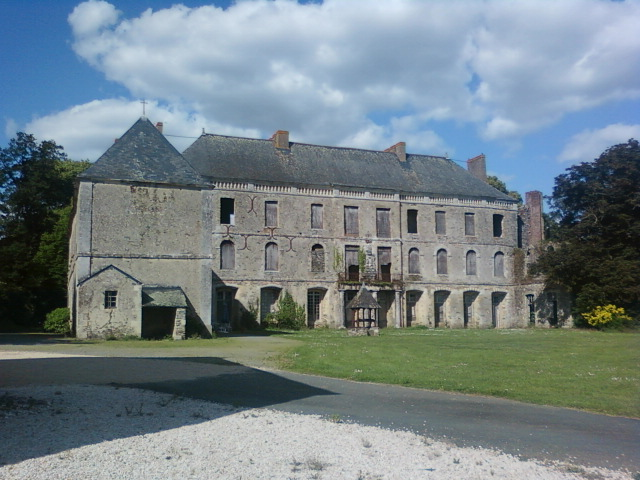
Le parc Soubise, reconstruit en 1771, et brûlé depuis.

En 1583 Jean de La Gessée lui dédie un poème dans ses Jeunesses :

« À celle qui nasquit du cerveau de son père

Montre les deux effets de sa divinité :

Chrétien, je m'en rapporte à son antiquité

Qui seule a pour témoin la grèce mensongère

Si ces vierges qui ont Mnémosyne pour mère

Aident au poête saint, j'en crois la vérité,

Madame, votre esprit et votre dignité,

Valent bien que vous seule à toutes on préfère.

Ce qu'on dit de Pallas n'est que fable et qu'abus,

Menteur est le récit des neuf sœurs de Phébus :

Mais quoi ? Vous recueillez une plus grand' merveille.

Car très belle et très docte à l'envi paraissant

Aux voyants, aux Oyants, vous allez ravissant

L'amitié par les yeux et l'âme par l'oreille. »

Dans ses résidences de Parc-Soubise, paroisse de Mouchamps en Vendée (Bas Poitou) et de Blain, Catherine est effectivement l'âme d'une intense vie politique, culturelle et religieuse. Mais bientôt, son nouvel époux prend à nouveau les armes ; les guerres recommencent et Catherine se réfugie dans le Poitou avec ses enfants et ses chats, puis à La Rochelle, où René de Rohan meurt (le 27 avril 1586) des suites de ses combats. Veuve une deuxième fois et sans protection face aux armées de Mercœur, elle quitte définitivement la Bretagne pour rentrer au parc Soubise, où elle se retire jusqu'en 1587.
En 1587, elle reçoit au parc de Mouchamps la visite d'Henri de Navarre, en juin (le 7) puis en octobre (le 27), mais au passage des armées catholiques dans le Poitou, elle doit se réfugier de nouveau à La Rochelle. Le parc Soubise est envahi par les troupes de Mercœur. Ses meubles sont vendus, le butin partagé entre les soldats.
Pontivy tombe en décembre 1589 aux mains de la Ligue ; Catherine s'installe de nouveau à Mouchamps. Pendant ces années de guerre, elle y héberge un temps son ancien précepteur, François Viète, qui partage alors ses jours entre Fontenay, Mouchamps et Beauvoir sur Mer près de Françoise de Rohan. Il la compare à l'aïeule légendaire des Parthenay, la fée Mélusine et indique que « [sa] sollicitude et [sa] munificence [lui] sont venus en aide toutes les fois qu'[elle] a eu connaissance de [ses] peines et de [ses] malheurs ». Il est demeuré son ami et lui dédie en 1591 son célèbre In Artem Analyticem Isagoge (Introduction à l'art analytique), livre qui établit l'usage de notations symboliques en algèbre.
Le mathématicien y déclare qu'il lui doit ses premiers travaux et va encore plus loin dans les compliments qu'il lui rend :

« C'est à vous, auguste fille de Mélusine, que je dois surtout mes études de mathématique, auxquels m'ont poussé votre amour pour cette science, la très-grande connaissance que vous en possédez, et même ce savoir en toute science que l'on ne saurait trop admirer dans une femme de race si royale et si noble. »

Quant à Blain, elle tente vainement par ses ambassades auprès de Mercœur et du chevalier de Goust, qui commande à sa garnison, d'en éviter la destruction. Mais les armées catholiques s'en emparent en 1591, lors d'un siège qui le ruine presque entièrement.

### L'art au service de la politique

#### L'art des Ballets
Tours étant devenue la capitale du royaume de 1589 à 1594, Catherine de Parthenay y retrouve la cour d'Henri IV et de sa sœur, Catherine de Bourbon, dont elle est une des plus fidèles amies. Elle aime écrire, s'essaye aux poèmes et à la tragédie. On connaît d'elle trois ballets versifiés qu'elle fait jouer et où elle joue elle-même, entourée de ses enfants, à Pau et Tours (entre 1592 et 1593). Deux de ces ballets (publiés chez Jamet Mettayer) sont dédiés à la sœur d'Henri IV, et la prennent pour sujet. En 1593, l'un d'eux agrémente le bal de Madame, donné par Catherine à Tours, en l'honneur de cette princesse.
Leur thème varie autour de la défense qu'a faite Henri IV à sa sœur de se lier à Charles de Bourbon, comte de Soissons avec lequel Catherine de Bourbon avait échangé une promesse de mariage. La danse et les discours opposent les cavaliers français, joués par les propres fils de Catherine, aux cavaliers béarnais, joués par ses pages. Les uns soutiennent que désormais la Béarnaise appartient à la nation (et doit convoler avec un prince français), les autres veulent la garder en Navarre. Dans ces deux ballets, les filles de Catherine tiennent les rôles de Nymphe, de Diane et de l'Amour, assistées des demoiselles d'honneur de la maison de Rohan. Pour finir, les combats donnent l'avantage aux Français grâce à l'intervention de Mercure, représentant Jupiter, et au triomphe de l'Amour sur les nymphes.
Pour le troisième ballet, Médée, l'intrigue dépasse les enjeux familiaux. Le décor est sommaire : il nécessite seulement l'emploi de deux praticables : un trône sous un dais, pour la magicienne Médée, au fond de la salle, et une caverne pour la Sibylle sur un des côtés ; mais, quoiqu'il comporte des chants, des combats et des danses, ce ballet, tissé de longs récits déclamés, est un plaidoyer politique où Médée, symbolisant l'Espagne alors alliée de la Ligue, s'efforce vainement de ravir aux Français leur liberté. Il se termine par le triomphe de la France.
Les vers qui ornent ces ballets sont d'une langue déjà classique, préfigurant celle de Malherbe et les stances de Corneille. Ils sont empreints d'humour et on y reconnaît aisément l'esprit de Mouchamps. Parmi eux, on retiendra :

« Elles entrent déjà ; Amour les suit après.

muni d'arc et de feux, de flèches et de traits,

bouillant d'un chaud désir et d'une belle envie

d'en emporter le prix ou d'y perdre la vie. »

On retiendra encore ceci, dit par l'Amour, rôle tenu par sa fille Anne, alors âgée de neuf ans :

« Je ne saurais souffrir qu'on me donne la loi.

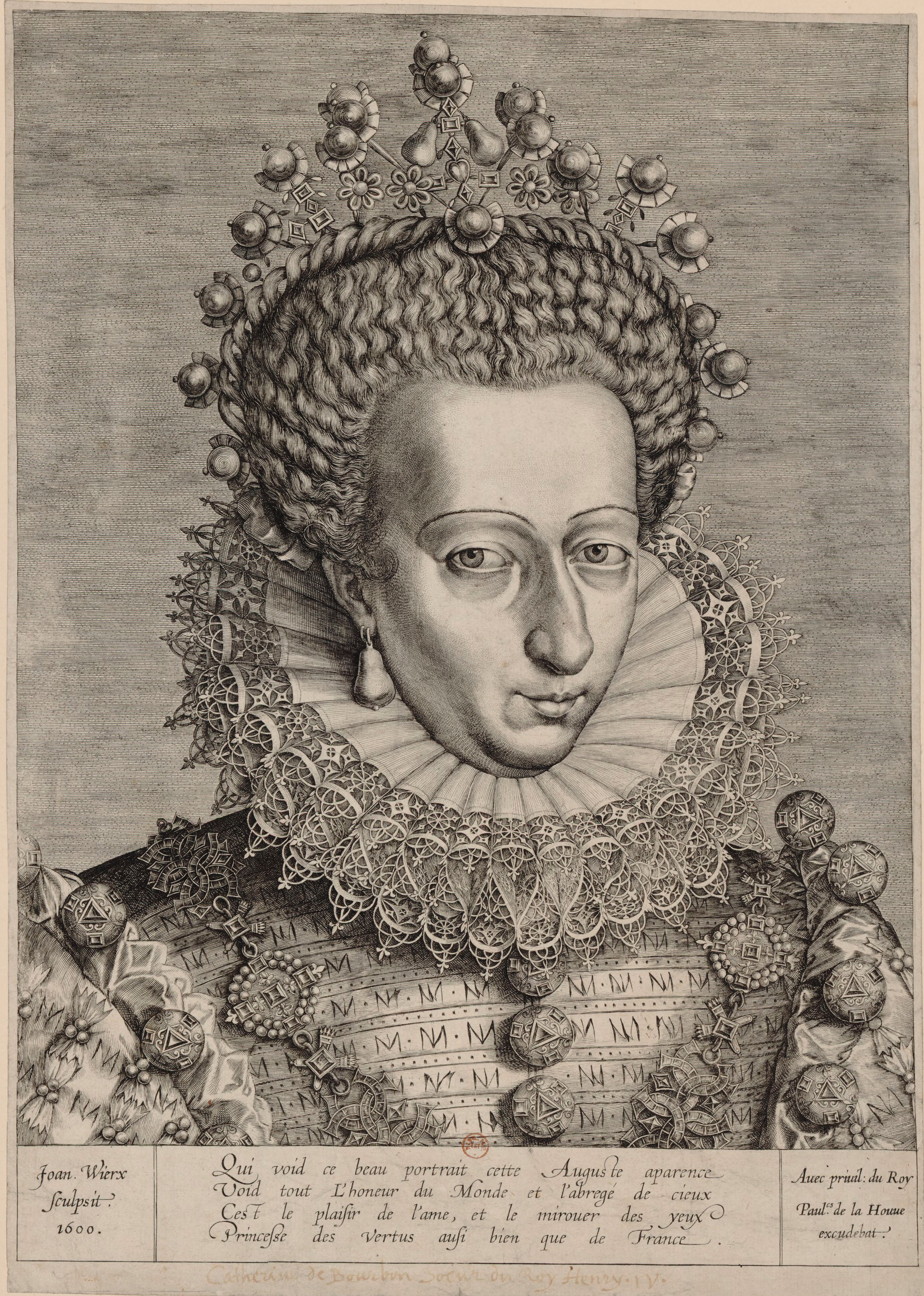
Catherine de Bourbon, sœur d'Henri IV.

Je ne suis pas enfant, non ce n'est pas à moi

Qu'il faut lier les mains, limitant ma puissance.

Je leur montrerai bien que je suis hors d'enfance.

Ils ont, sans m'appeler, tenu conseil aux cieux,

Où faisant assembler la grand troupe des Dieux,

Qui au ciel, à la terre et aux enfers, commande

(Ma mère seulement n'a été de leur bande)

Ils ont chassé encore la jeunesse et le jeu

Craignant que leur conseil ne fut su par ces deux,

Qui sont mes chers amis. Mais ce petit folâtre

Le jeu, feignant sortir, s'en est allé s'ébattre

Sous la robe de Flore, il s'est allé cacher

Pour ouïr leur discours. Puis m'est venu chercher

Pour me donner avis de leur belle ordonnance :

C'est qu'ils ont résolu de me faire défense

D'aller plus sans Raison. Moi, je n'en ferais rien... »

Dès 1595, Catherine de Parthenay fait partie des cercles protestants hostiles à l'abjuration d'Henri IV.
En 1596, Henri IV se plaint d'elle à sa sœur, mais celle-ci défend son amie dans une lettre non datée :

« Sy madame de Rohan vous a ofancé, elle ne m'a laysée sans en pouvoir dire autant, comme je vous pourois faire voir si je n'avois maintenant un autre suget quy me point plus l'âme. C'est donc à elle, Monsieur, à vous respondre de ses actions, et à moy à vous faire ressouvenir des miennes pasées et présantes. »

#### L'art du pamphlet
Outre Catherine de Bourbon, sœur du roi, demeurée protestante, la mère des Rohan est l'amie de Louise de Coligny, fille du défunt amiral. À l'instar de la princesse, ces dernières sont en butte aux critiques des ligueurs et des politiques qui leur reprochent leur fidélité à la réforme, voire leur intransigeance religieuse. Le 22 janvier 1595, Catherine de Parthenay fait dire le prêche à Paris, au grand dam des Parisiens, demeurés ligueurs. La cérémonie réunit 700 à 800 personnes chez Madame et on parle de les assommer. Cette même année, non seulement elle fait donner le prêche à Paris chez la sœur du roi, mais encore elle égratigne le vert galant dans l'Apologie pour le Roi Henri IV envers ceux qui le blâment de ce qu'il « gratifie plus ses ennemis que ses serviteurs », faite en l'année 1596 ; ce pamphlet, publié anonymement, lui est unanimement attribué. Elle y prend à nouveau, en terme vigoureux, la défense de la sœur du roi :

« C'est le prince du monde qui sait autant faire beaucoup de peu. En voulez-vous une preuve ? Il n'a qu'une sœur ; il en a déjà fait une douzaine de maris et en fera mille s'il trouve autant de princes dociles qui veulent suivre ses enseignements. Mais avec quel jugement pensez-vous qu'il ait conduit tous ces mariages ? Quelle proportion y a-t-il tenue pour garder que pas un de tous ces princes n'eût avantage l'un sur l'autre et les rendre à la fin également contents ? Ne l'a-t-il pas offerte à cinq ou six en même temps ; à peine que je ne dis en même jour, en mandant à l'un : venez-moi trouver, je vous donnerai ma sœur ; à l'autre : faites faire la paix par ceux de votre parti, je vous donnerai ma sœur ; à l'autre : gardez-moi votre province favorable, je vous donnerai ma sœur. Et n'était-il pas dès lors pourvu de difficultés qui lui devaient faire trouver à l'un la diversité de la langue du pays, à l'autre la différence de religion, à l'autre le parentage, à l'autre la volonté de sa sœur, afin que par cet égal contentement il leur ôtât tout sujet de querelle ou dispute à l'avenir. Prince vraiment politique ! Et puis direz-vous... que ce soient-là des efforts d'une âme qui ne sache autre chose, sinon cette vieille routine de promettre et puis tenir, d'observer une parole quand elle est donnée, artifice d'État beaucoup plus délié, leçons du docte Machiavel dextrement pratiquées, digne observation des maximes de la reine mère du feu roi, qui ne faisait jamais la paix avec les huguenots qu'elle n'eût déjà résolu le moyen de la rompre ! »

Elle y reproche surtout à Henri IV de manquer à ses promesses :
« Mais quoi ! disent là-dessus quelques cérémonieux, n'y va-t-il point de la conscience de promettre ainsi et ne tenir point ? Ne vaudrait-il pas mieux faire un peu moins bien ses affaires ? Et puis n'est-ce point faire tort à sa sœur que de se servir ainsi d'elle comme d'un appât pour tromper tous les princes de la chrétienté ? »

« - Pauvres ignorants et oublieux de ce que je vous ai dit tant de fois ! Ne vous ai-je point assez avertis que ce prince se gouverne d'une façon rare et extraordinaire ? Que ses vertus diffèrent autant de celles des autres princes, comme font les choses visibles des invisibles, les intellectuelles des matérielles ? Et cependant vous le voulez toujours mesurer à l'aune des autres, comme si vous aviez affaire ici à un roi Louis XII ou à un grand roi François premier, princes vraiment vertueux, mais non de la façon de celui-ci... Il sait quand il faut promettre et quand il faut tenir. »

Et elle poursuit, sur un ton amusé :

« De plus, il ne fait rien pratiquer à sa sœur qu'il n'ait pratiqué le premier ; il la traite en cet endroit comme sa propre personne. N'est-ce pas lui témoigner qu'il l'aime comme soi-même ? Et si après cela il faisait quelque chose pour elle ! Mais il semble qu'il ne s'en soucie point, qu'il cherche seulement par ces moyens de lui faire passer la fleur de son âge sans être mariée ; il lui dénie toute autorité, il ne lui donne rien et même lui diminue, en tout ce qu'il peut, ce qui lui appartient. »

« - Ce ne sont pas là, ce me semble, de grandes marques de son amitié ? »

« - Esprits grossiers et âmes terrestres, qui appelez biens ces choses corporelles et sensibles, comme les richesses, les honneurs et le contentement ; qui ne savez pas goûter que le seul sage est heureux, que le souverain bien gît en l'âme et la parfaite félicité consiste en la seule vertu ! Si vous aviez des yeux spirituels pour connaître les invisibles effets par lesquels il oblige cette sœur bien-aimée, combien vous la jugeriez redevable ! Les autres rois ont gratifié leurs sœurs, leurs filles, leurs parents de dons, d'apanages, de grandeur et d'autorité ; celui-ci fait bien de plus riches présents à sa sœur, il l'enrichit de vertus, d'honneur et de réputation ; il l'instruit à la patience et à la tolérance de toutes sortes d'incommodités ; il lui enseigne la frugalité, la lui fait pratiquer tous les jours ; il lui apprend à se contenter de peu, et quelquefois de rien du tout. N'est-ce point l'obliger que cela ? Et, non content encore, il lui fait acquérir la réputation (aux dépens de la sienne propre) d'être la plus pleine de patience, respect et obéissance que nulle autre qui soit sur la terre et enfin d'être la princesse qui sait le mieux ployer sous les volontés du plus rigoureux frère du monde. »

Les Royalistes attribuent l'aigreur du ton au dépit ; Henri IV n'ayant pas donné suite à la passion qu'il avait manifestée pour Catherine de Rohan, sa fille. Mais la critique de Catherine de Parthenay va au-delà des querelles familiales. Ce qu'elle reproche au roi, et avec elle une grande partie de la noblesse protestante, c'est de sacrifier ses amis et son parti, d'accorder trop de largesses aux ralliés et aux vaincus.

### La fin d'une héroïne

#### Le retour à Blain
Henri de Rohan et son frère Benjamin de Rohan combattent dans les armées d'Henri IV. Leur mère les suit sur le champ de bataille. Lorsque les largesses d'Henri IV et ses armées ont raison des troupes ligueuses de Mercœur, la mère des Rohan assiste vraisemblablement à la signature de l'édit de Nantes. Elle est présente dans cette ville le 9 avril. En 1598, Catherine peut enfin rejoindre son château de Blain, ruiné et pillé, auquel elle consacre ses soins de restauration les années suivantes. Elle y rapatrie le corps de son mari en 1599, lui offrant de magnifiques funérailles.
Elle habite alors temporairement le château de Fresnaye en Plessé.

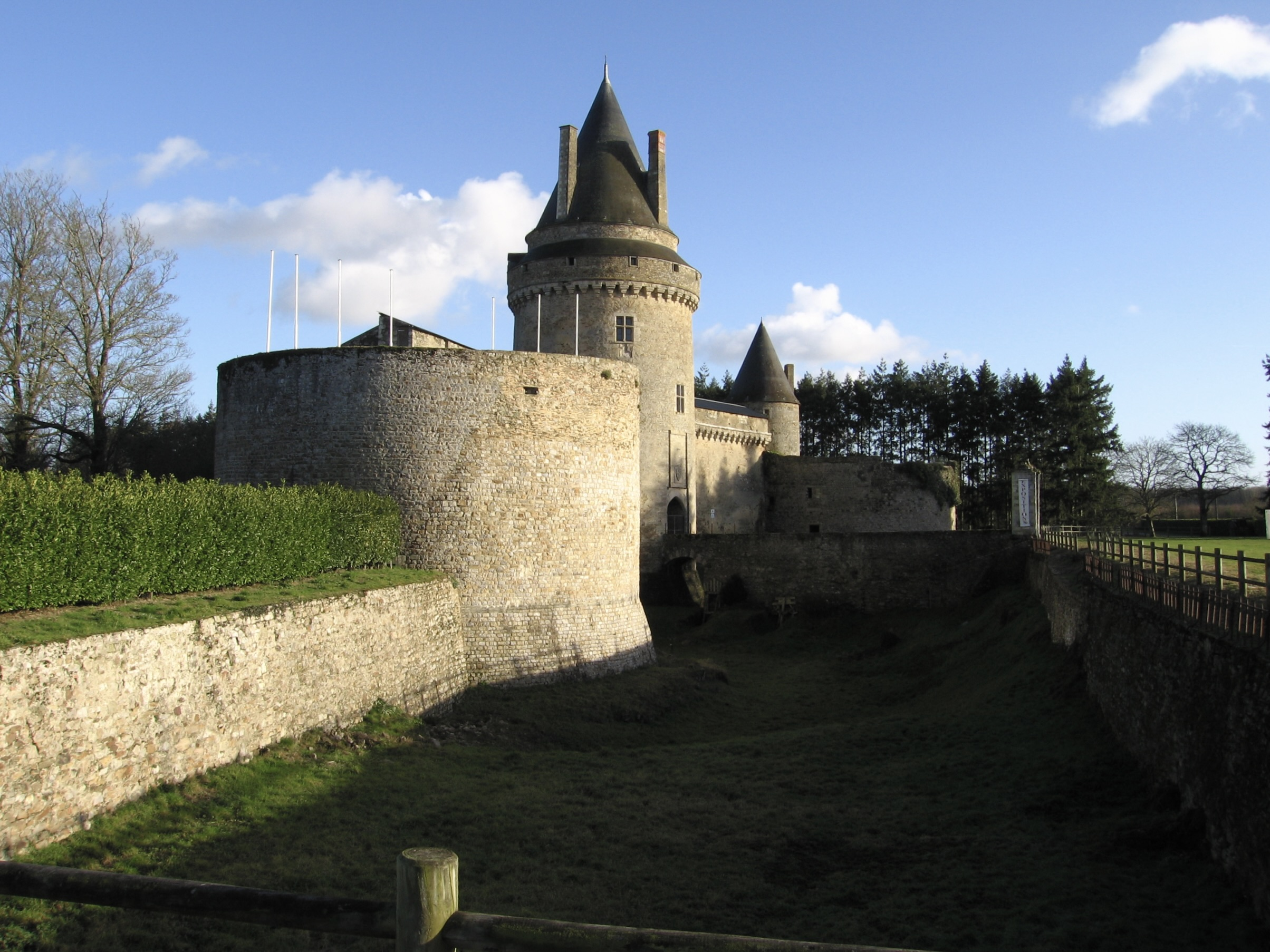
Château des Rohan, à Blain.

En 1598, elle fait demander au roi par Philippe Duplessis-Mornay de l'autoriser à vendre des terres au nom de ses enfants mineurs, dont Henri IV est le tuteur.
En 1599, elle intente un procès au chevalier Jean de Montauban, dit De Goust, qui avait occupé le château de Blain et dévasté les territoires de Bretagne pendant les dernières guerres civiles. De Goust a, pour faciliter sa défense contre Guébriant et Mercœur, fait raser le village du Pavé, le moulin ainsi que tous les bâtiments, situés hors les murs (communs, logis, galeries, jeu de paume, etc.) sous prétexte qu'ils auraient pu faciliter l’approche des assaillants. Il s'est évadé des galères de Mercœur et doit payer quelques compensations, mais avec l'édit de pacification, Henri IV sauve ce capitaine.
Ce fait peut, lui aussi, aider à comprendre les griefs de Catherine de Parthenay envers le roi.
Toutefois, il semble qu'Henri IV et Catherine de Parthenay se soient réconciliés : elle connaît des ennuis d'argent et il forme le projet de lui faire épouser le maréchal de Biron, voire de la doter de 300 000 écus. Nicole Vray, pense qu'elle n'en a rien su.

#### Stratégies matrimoniales
En 1600, ses filles font partie du cortège venu accueillir Marie de Médicis. L'année suivante 1601, elle porte sur les fonts baptismaux Catherine de Jaucourt, petite-fille de Duplessis-Mornay. En 1604, peu avant sa mort, la sœur du roi organise le mariage de sa filleule, Catherine de Rohan, avec le duc de Deux-Ponts (et prépare, semble-t-il, celui du jeune duc de Rohan, élevé à la pairie l'année précédente, avec Marguerite de Béthunes, fille aînée de Sully). En novembre de la même année, Catherine rédige son testament, dans lequel elle demande à être enterrée près de son époux, dans son château de Blain. En 1605, Henri IV accepte le mariage au temple d’Ablon d'Henri de Rohan et de Marguerite de Béthune (âgée de 10 ans), les dotant de 20 000 écus. En mai, Catherine de Parthenay pleure la mort du dernier fils de Duplessis, et de sa femme, avec laquelle elle était amie.
Le 20 mai 1607, c'est la mort de sa fille Catherine qui, mariée depuis trois ans au prince Jean de Bavière, meurt en couches après avoir écrit :

« Autant que loin de vous ma mort serait amère,

Hélas, je meurs contente et bénie ses douceurs

En mourant dans le sein d'une si digne mère

Et dans les bras aimés de deux si chères sœurs. »

Elle ne parvient pas à trouver de parti convenable pour ces deux autres sœurs, Henriette et Anne, les prétendants pressentis se dérobant.
Le duc de Saint-Simon note dans ses mémoires :

« Monsieur de Sully, en faisant le mariage de sa fille [avec Henri II de Rohan], représenta si bien à Henri IV l’honneur que cette branche de Rohan avait de lui appartenir de fort près, et d’être même l’héritière de la Navarre, s’il n’avait point d’enfants, par Isabelle de Navarre, sa grand’tante et leur grand’mère, qu’il obtint un tabouret de grâce aux deux sœurs de son gendre, l’autre étant déjà mariée, mais en leur déclarant bien que ce n’était que par cette unique considération de la proche parenté de Navarre ; que cette distinction ne regardait point la maison de Rohan, et ne passerait pas même au-delà de ces deux filles. »

#### La mort du roi
À la mort d'Henri IV, Catherine de Parthenay fait publier quelques vers témoignant d'une réelle émotion, et ce en dépit des critiques qu'elle avait pu émettre contre sa politique, :

« Regrettons, soupirons cette sage prudence,

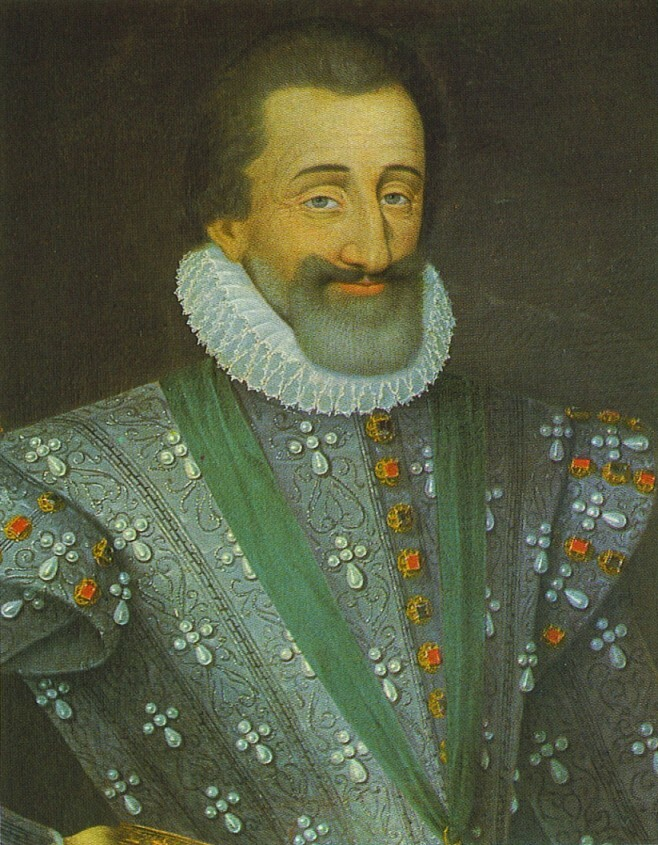
Henri IV.

Cette extrême bonté, cette rare vaillance,

Ce cœur qui se pouvait fléchir et non dompter ;

Vertus, de qui la perte est pour nous tant amère,

Et que je puis plutôt admirer que chanter,

Puisqu'à ce grand Achille il faudrait un Homère.
Jadis par ses hauts faits nous élevions nos têtes :

L'ombre de ses lauriers nous gardait des tempêtes ;

Qui combattait sous lui méconnaissait l'effroi.

Alors nous nous prisions, nous méprisions les autres,

Étant plus glorieux d'être sujets du roi,

Que si les autres rois eussent été les nôtres.
Maintenant notre gloire est pour jamais ternie ;

Maintenant notre joie est pour jamais finie :

Près du tombeau sacré de ce roi valeureux

Les lis sont abattus, et nos fronts avec eux.
Mais parmi nos douleurs, parmi tant de misères,

Reine, au moins gardez-nous ces reliques — si chères,

Gage de votre amour, espoir en nos malheurs :

Étouffez vos soupirs, séchez votre œil humide,

Et pour calmer un jour l'orage de nos pleurs,

Soyez de cet État le secours et le guide.

Ô Muses, dans l'ennui qui nous accable tous,

Ainsi que nos malheurs, vos regrets sont extrêmes :

Vous pleurez de pitié quand vous songez à nous,

Vous pleurez de douleur eu pensant à vous-mêmes.

Hélas ! puisqu'il est vrai qu'il a cessé de vivre,

Ce prince glorieux, l'amour de ses sujets,

Que rien n'arrête au moins le cours de nos regrets :

Ou vivons pour le plaindre, ou mourons pour le suivre. »

À la même époque, soucieuse de la renommée de sa maison et de l'église réformée du Poitou, elle écrit à Jean Besly, historien de Fontenay, une lettre lui ouvrant ses archives :

« Monsieur, j'ay appris par M. D'Aubigny (1) que vous êtiez en intention d'écrire une histoire des faits accomplis es province de Poitou depuis Philippe Auguste jusqu'au temps des troubles du siècle dernier, que ne voulez aborder de crainte de ne garder l'impartialité requise entre tous et chascun de ceux qui s'y sont engagés. Je ne saurois trop louer cette résolution, et s'il vous plaisait d'avoir recours aux papiers et mémoires de notre maison, qu'il vous souvienne que vous serez bienvenu en les venant compulser à votre moment et sans vous détourner de vos affaires. Vous y trouverez ample sujet, soit quant aux temps anciens, soit quant aux troubles esmens depuis cinquante ans. La matière vous portera peut être à continuer jusqu'à nos jours, ce que je souhaite, un esprit comme le vostre ne pouvant que produire œuvre profitable à la vérité et à la gloire de Dieu. »

#### Reprise des hostilités
L'assassinat d'Henri IV ouvre alors une nouvelle période qui, avec la régence de Marie de Médicis, puis l'affermissement du pouvoir royal et la montée de Richelieu, voit la fin des facilités offertes aux protestants. Devant les nouvelles menaces, ces derniers se divisent entre modérés et intransigeants. Catherine de Parthenay joue son rôle dans ces querelles en tentant plusieurs fois d'apaiser la colère de ses fils. En 1612, la mère des Rohan œuvre dans l'ombre d'Henri pour le réconcilier avec Marie de Médicis. Elle y parvient. Elle cherche à unir autour de lui les Églises réformées, leurs ministres et leurs représentants. En correspondance privée, et parfois secrète (la totalité de leurs échanges ne sera publiée que tardivement), avec Duplessis Mornay,, elle manifeste dans ces lettres l'âme d'une politique, d'une mère et d'une grand-mère inquiète, veillant aux intérêts de sa petite-fille Madeleine-Catherine. Mais bientôt la maladie la mine ; des fièvres intermittentes et des maux de tête ne l'abandonnent plus. Lors d'une visite à Mouchamps, Duplessis est éconduit par ses fils. Cela marque la fin de leur correspondance.
Catherine a également entretenu une correspondance avec Charlotte-Brabantine de Nassau, autre grande figure du protestantisme poitevin, avec laquelle elle partage les soucis quotidiens et les difficultés politiques. Les lettres de Charlotte de Nassau avec Catherine et ses filles, Henriette et Anne, ont été publiées en 1874 par Hugues Imbert.
En 1617, elle fait jouer à nouveau quelques ballets, dont sept airs de musique sont composés par Chevalier, le musicien de chambre du roi Louis XIII ; en 1620, elle déplore la mort de Louise de Coligny, fille de l'Amiral, une autre de ses amies. C'est l'heure où s'ouvrent les premières guerres entre Louis XIII et les réformés à propos du Béarn. Les Rohan y sont défaits. En 1623, elle perd Duplessis-Mornay, et en 1624, elle apprend la disparition de sa fille aînée, Henriette (morte en Auvergne le 23 août).
Le 21 février 1625 elle écrit du Parc de Mouchamps - où elle mourra six ans plus tard - une lettre au cardinal de Richelieu par laquelle elle se plaint du fait que son château de Josselin, propriété de son second époux René II de Rohan, est occupé par Mgr de Vendôme (coll de l'Historial de Vendée) ce qui lui cause un grand préjudice financier.
Mais l'histoire retient surtout sa conduite lors du second siège de La Rochelle.

#### La Rochelle, prison et fin
La déloyauté de la cour, qui a tenté de la faire arrêter, a fini par lui faire adopter le parti de la résistance. Résidant à l'hôtel de Marsan à La Rochelle dès 1626, elle y introduit son fils Benjamin, malgré l'opposition du maire de la ville. La municipalité de La Rochelle refuse de rencontrer le négociateur anglais venu offrir le soutien de sa nation. Soubise lui-même, arrivé sur la flotte anglaise, est invité à se retirer. Catherine de Parthenay vient alors le trouver à la porte Saint-Nicolas, le prend par la main
et lui dit de façon à être entendue du maire :

« Viens, mon fils, suis-moi sans rien craindre, avec tous ceux qui sont avec toi ; tous les gens de bien sont joyeux de ta venue, et s'en réjouiront davantage quand ils considéreront combien tu t'es montré affectionné à la liberté de la ville qu'ils espèrent recouvrer par les armes du roi d'Angleterre, que tu leur as fait avoir. La maison de Rohan voudra toujours le bien de La Rochelle, et le procurera de tout son possible. »

Le maire surpris n'ose alors s'opposer à elle, et Soubise entre dans la ville accompagné de sa mère, à pied et tête nue, sous les acclamations du peuple.
Le cardinal de Richelieu, après avoir temporisé, se décide à mettre le siège de la ville en octobre 1627. Tandis que son aîné se bat dans le Midi de la France, et que Benjamin tente d'obtenir le soutien de Buckingham et de Charles Ier, elle galvanise les défenseurs de La Rochelle devant les armées du Roi. Voltaire cite son courage dans ses œuvres. Sa fille Anne et elle y sont réduites pendant trois mois à quatre onces de pain par jour et de viande de cheval.

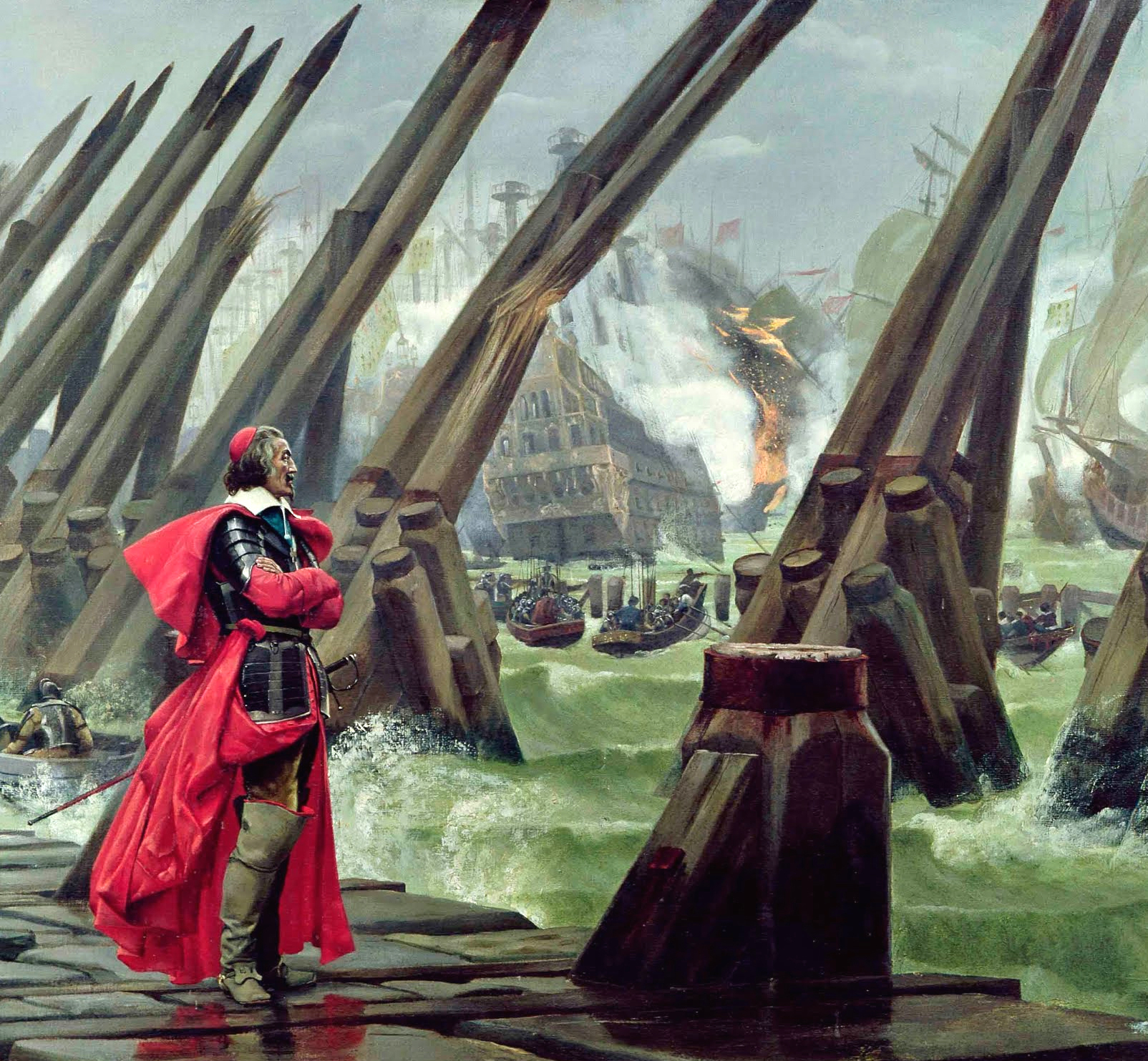
Richelieu au siège de La Rochelle par Henri-Paul Motte.

Après la reddition de La Rochelle en 1628, elle est emprisonnée dans l'hôtel Chaumont puis le 2 novembre dans la forteresse de Niort. On dit qu'elle 
« ne voulut point être nommée particulièrement dans la capitulation ; le conseil du Roi jugea qu'elles n'y étaient point comprises, et, bien qu'elle eût atteint l'âge de 74 ans, et sortait d'un siège où elle et sa fille avaient vécu trois mois durant de chair de cheval, et de quatre ou cinq onces de pain par jour, elles furent retenues captives sans exercice de leur religion, et si étroitement qu'elles n'avoient qu'un domestique pour les servir. »
Elle en sort le 12 juillet 1629 avec sa fille ; les châteaux de Blain et de Josselin connaissent le pic des démolisseurs. Le château du parc Soubise à Mouchamps lui-même est, en partie, détruit. En 1630, elle apprend la mort d'Agrippa d'Aubigné. En décembre, elle fait expédier à Paris, chez sa belle-fille Marguerite de Béthune, les portraits, peints par Dominique de Losses, des seigneurs de Mouchamps, de ses père et mère. En correspondance avec Henri, qui s'est réfugié à Padoue, elle a pour consolation de lire sous sa plume ce dernier hommage à son père, le 24 décembre 1630 :
« Je seray fort ayse d'avoir les Mémoires que vous me promettez de mon grand-père de Soubize. De tous mes prédécesseurs, sans faire tort aux autres, il n'y en a pas un à qui j'aymasse mieux ressembler. »
 L'année suivante, elle est préoccupée par la maladie de son fils Benjamin, exilé à Londres, qui souffre de la gravelle.
Enfin, veillée par sa dernière fille et une seule servante, après avoir traversé toutes les guerres religieuses de son siècle, elle meurt dans la nuit du 26 au 27 octobre 1631 au Parc de Mouchamps.

### Postérité
Femme d'action unique dans le camp protestant, servant d'exemple à ses fils par ses idées et son courage, elle fut également une femme savante. Dans le Poitou, on garde même d'elle l'image de la Grande Catherine. Mais ce fut également une femme lunatique et une humaniste rêveuse autant qu'une combattante. Tallemant des Réaux, dans ses historiettes, affirme ironiquement que :
« C'était une femme de vertu, mais un peu visionnaire. Toutes les fois que M. de Nevers, M. de Brèves et elle se trouvoient ensemble, ils conquêtoient tout l'empire du Turc. Elle ne voulait point que son fils fut duc, et disait le cri d'armes de Rohan : Roi ne puis, Duc ne daigne, Rohan suis. Elle avait de l'esprit et a écrit une pièce contre Henri IV, de qui elle n'était pas satisfaite je ne sais pourquoi, où elle le déchire en termes équivoques. »
Plus loin, il dit d'elle :
« Elle avait une fantaisie la plus plaisante du monde : il fallait que le dîner fût toujours prêt sur table à midi ; puis quand on le lui avait dit, elle commençait à écrire, si elle avait à écrire, ou à parler d'affaires ; bref, à faire quelque chose jusqu'à trois heures sonnées : alors on réchauffait tout ce qu'on avoit servi, et on dînait. Ses gens, faits à cela, allaient en ville après qu'on avait servi sur table. C'était une grande rêveuse. »
Son fils aîné, Henri duc de Rohan devenu le chef du parti huguenot après Condé, Coligny et Henri de Navarre, et qui a épousé la fille de Sully, ne laisse qu'une fille ; à sa mort en 1638, cette dernière est mariée en 1645 par ordre du roi à un catholique Henri Chabot qui sera titré en 1648 duc de Rohan et prendra le nom de Rohan-Chabot. Son second fils, Benjamin de Rohan, duc de Frontenay et baron de Soubise, mourra pour sa part sans enfant, et en exil.
Un dernier hommage
À la mort de Catherine de Parthenay, sa fille, Anne de Rohan, poète comme elle, écrivit cette consolation, où elle résuma le destin de sa mère :
| « J'aimois celle qui te fut proche. Dont tu as un deuil si cuisant, Qui vécut toujours sans reproche Dedans un siècle médisant. Je fus sa maîtresse d'école, Je lui servois de protocolle, J'essuyais ses plus tendres pleurs, Je vis ses premières douleurs. Et sitôt que sa génitrice Vit son époux aller aux cieux, Lors je fus leur consolatrice, Comme leur conseil en tous lieux. Son père étant réduit en cendre. Je lui vis des malheurs pâtir Dedans son avril le plus tendre, Longs à dire et durs à sentir. Après une guerre civile. Je les conduisis dans la ville Où toutes trois, pleines de deuil, Nous rencontrâmes le cercueil De cette Jeanne de Navarre Qui fut de sa race l'honneur. Soumettant, chose aux princes rare. Son sceptre à la croix du Seigneur. Je demeurai toujours près d'elles, Quand tes François parmi les jeux Exerçaient leurs fureurs cruelles, Plus dignes des Scythes que d'eux. En violant la foi donnée A l'ombre d'un saint hyménée. On massacroit de tous côtés. Les sexes et les qualités Pour lors ne furent mis en compte, Et le fleuve, dans ce délit. Plus rouge de sang que de honte, Fit un sépulchre de son lit. La bonté de Dieu sans pareille, Oyant leurs cris et leurs sanglots. Les sauva, comme par merveille, Toutes deux des fers et des flots ; Les garda de l'ire enflammée D'une populace animée. Ta mère de donner la main. Par force, à quelque indigne hymen. Ainsi sauvées de l'orage. Elles surgirent au doux port. Abhorrant des meurtriers la rage Et pleurant des meurtris la mort. |

| Ta mère me fut toujours chère. Car n'aimant qu'en sincérité. Je la suivis dans sa misère Comme dans sa prospérité. Je consentis à son mariage. Je compatis à son veuvage, Je l'assistai dans ses travaux. Ayant pitié de tous ses maux. Dedans le siège épouvantable, Je rendis son esprit puissant ; Dans la famine lamentable, Son corps ne fut point languissant Elle passant septante années, Lorsqu'en cette rude saison Toutes deux vous fûtes menées Dedans une étroite prison. J'y entrai plus tôt que nul garde Car pour les miens je me hasarde Et descends dans les cachots noirs; Je hante les hideux manoirs. J'étois dans ce lieu solitaire Où l'ennui faisait son effort, De ses pensers le secrétaire. De ses peines le réconfort. Deux ans passés, voyant sa vie Arriver à son dernier point. L'ayant en tous âges suivie, Alors je ne la quittai point. Je lui fis dire la devise, Autant utile comme exquise : Christ à vivre et mourir m'est gain. Ainsi priant jusqu'à la fin Celui qui les péchés efface, Qui mourant la mort a vaincu. N'ayant fiance qu'en sa grâce. Mourut comme elle avoit vécu. Après une mort si heureuse. Veux-tu, par un deuil importun, Rendre ta vie douloureuse Et toi déplaisante à chacun ? Ne souffre plus que ta tristesse Te mine et domine sans cesse ; Il te faut ta mère imiter Et non tes amis tourmenter. Les pleurs des âmes pénitentes De moi ne sont point empêchés ; Je te permets que tu lamentes Non tes pertes, mais tes péchés. » |

## Sources

### Œuvres
- Apologie pour le Roy Henri IV envers ceux qui le blasment de ce qu'il gratifié plus ses ennemis que ses serviteurs, faite en l'année 1596, Cologne, 1666.
- Ballets allégoriques en vers, 1592-1593, publiés avec une introduction et des notes, par Raymond Ritter, Toulouse, Impr. des Arts ; Marius Bonneville, maître-imprimeur et Paris, Edouard Champion 1927.
- Traduction des préceptes d'Isocrate à Demonique.